# Schernsdorf
Schernsdorf ist ein Ortsteil der Gemeinde Siehdichum im brandenburgischen Landkreis Oder-Spree. Er liegt zwischen Mixdorf im Westen und Rießen im Osten, direkt an der L 37, welche nach Müllrose im Norden führt. Der Ort gehört seit dem 23. Juni 1992 dem Amt Schlaubetal an.
Kallinenberg, Ragower Mühle, Siehdichum und Wustrow waren vor dem Zusammenschluss zur Gemeinde Siehdichum am 26. Oktober 2003 Ortsteile von Schernsdorf.

## Namensgebung
Der Ort wurde 1347 erstmals als das halbe dorf zu Sczchirnisdorf urkundlich erwähnt. 1414 findet sich Czernsdorf, altsorbisch Čeŕn oder Čiŕn = der Schwarze, Personenname zum niedersorbischen cerny oder carny = schwarz. Die Schreibweise Tschernsdorf wurde zum 30. September 1937 in Schernsdorf geändert.

## Geschichte

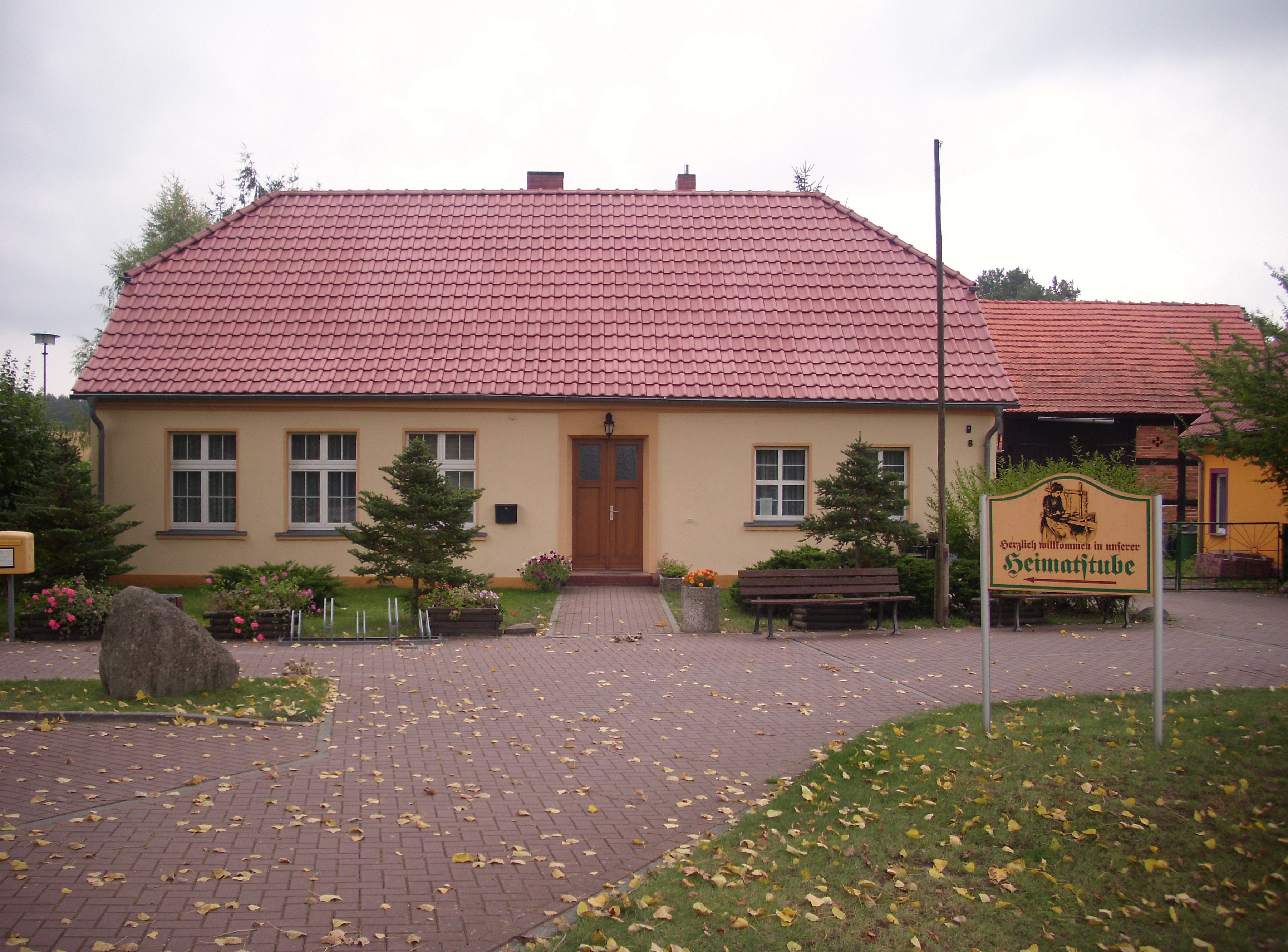
Ehemaliges Schulhaus, heute Heimatstube

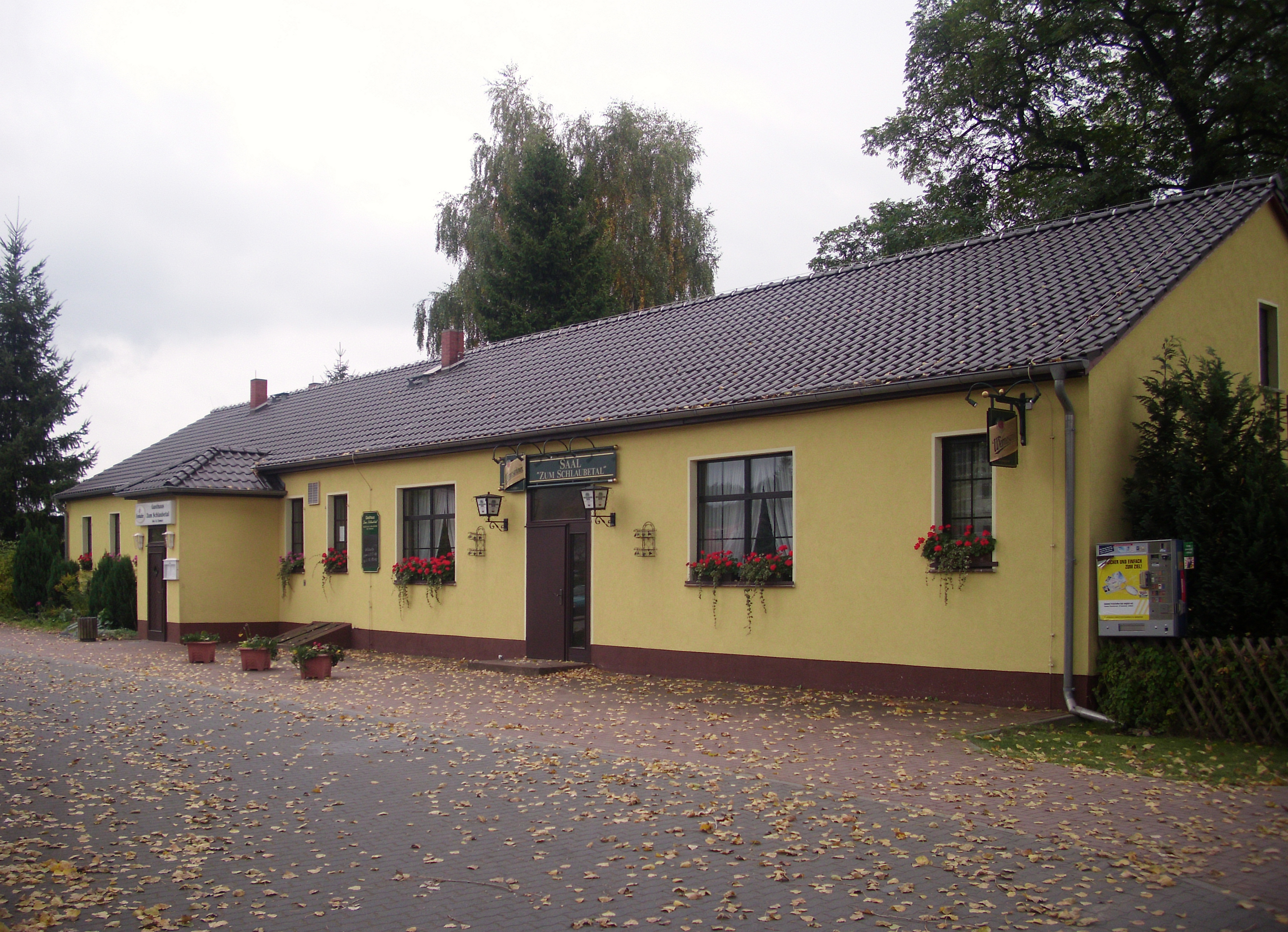
Gaststätte neben der Heimatstube, ehemals Krug

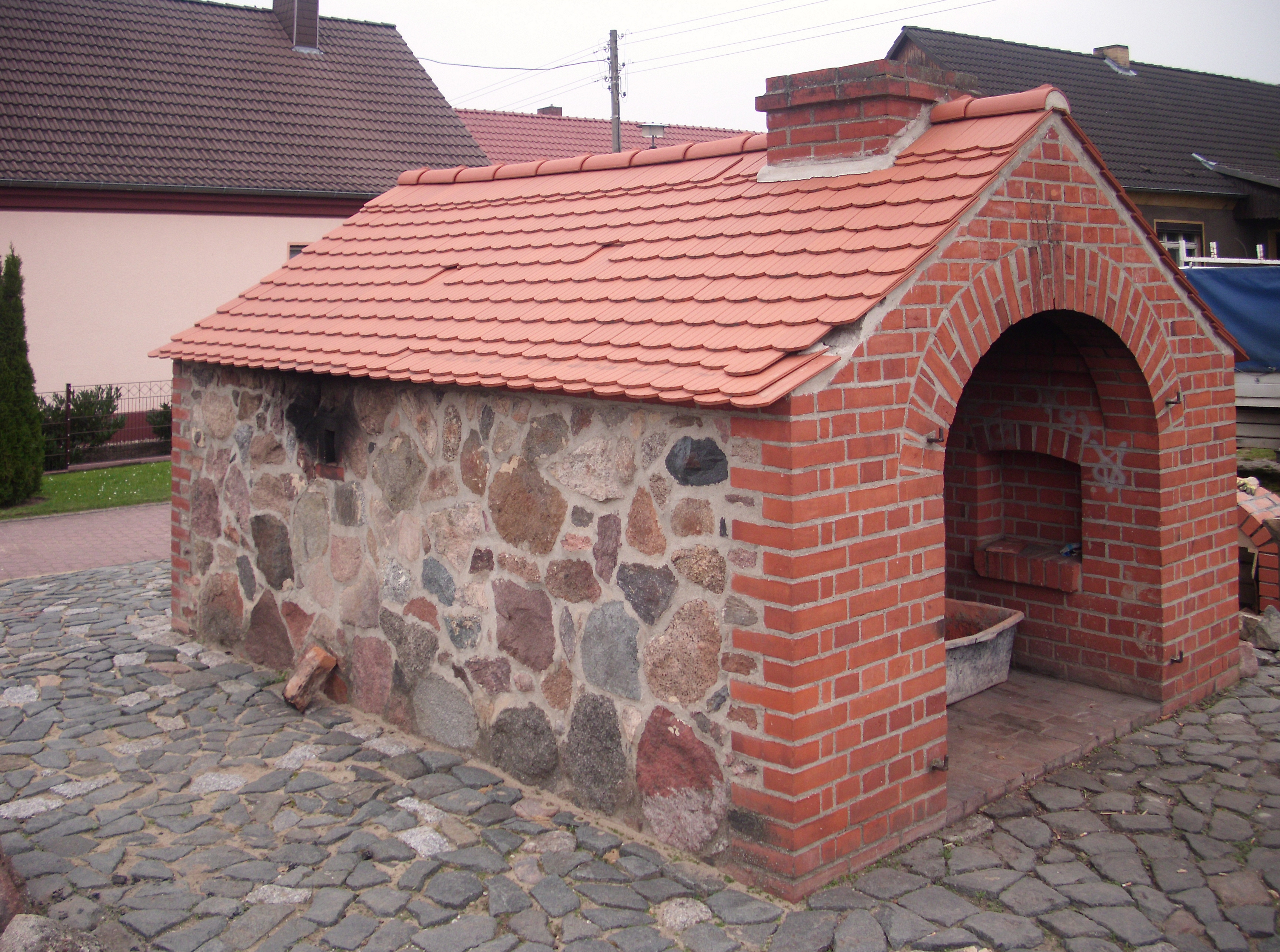
Backofenneubau auf dem Dorfanger

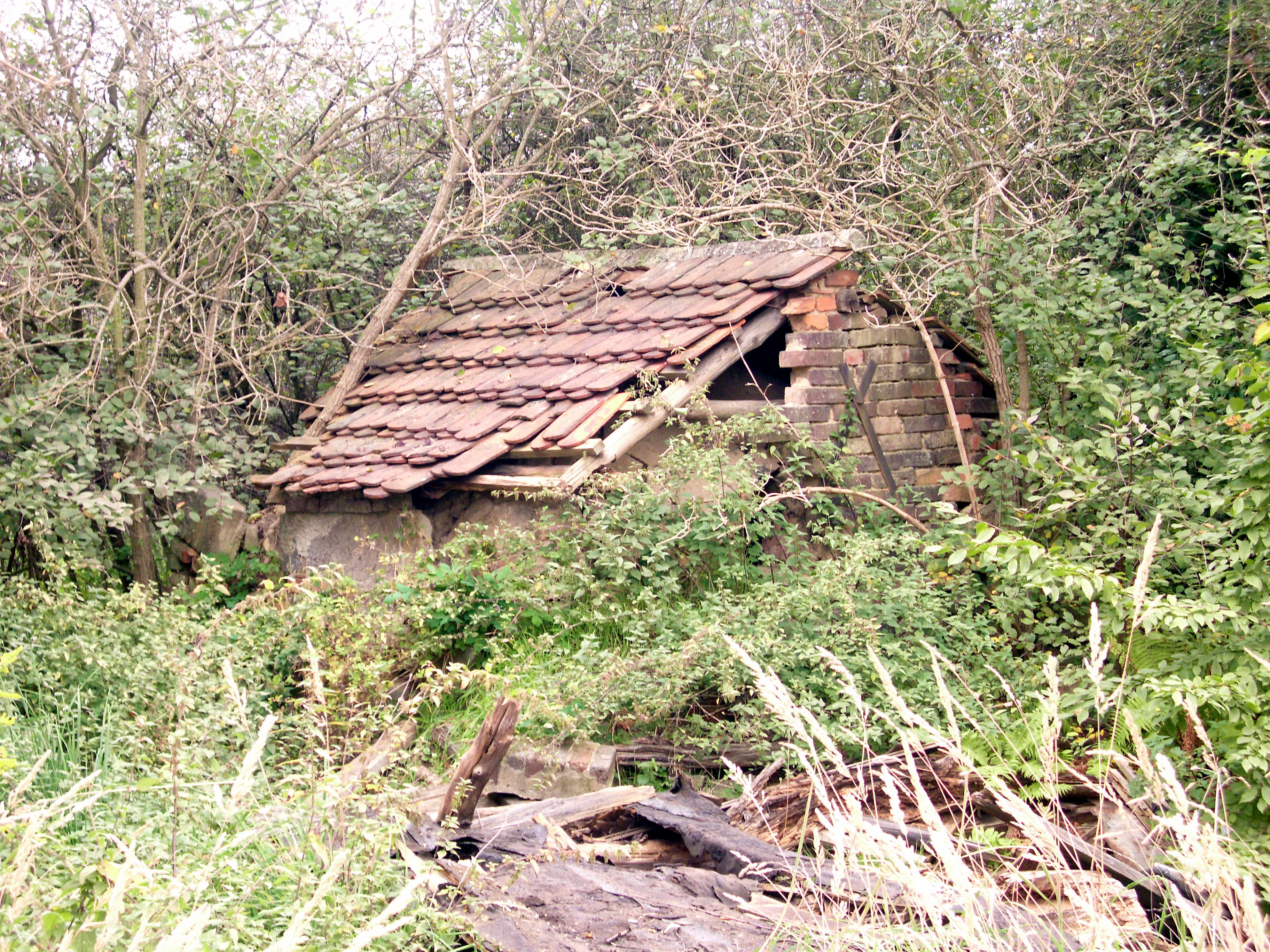
Original erhaltener Backofen

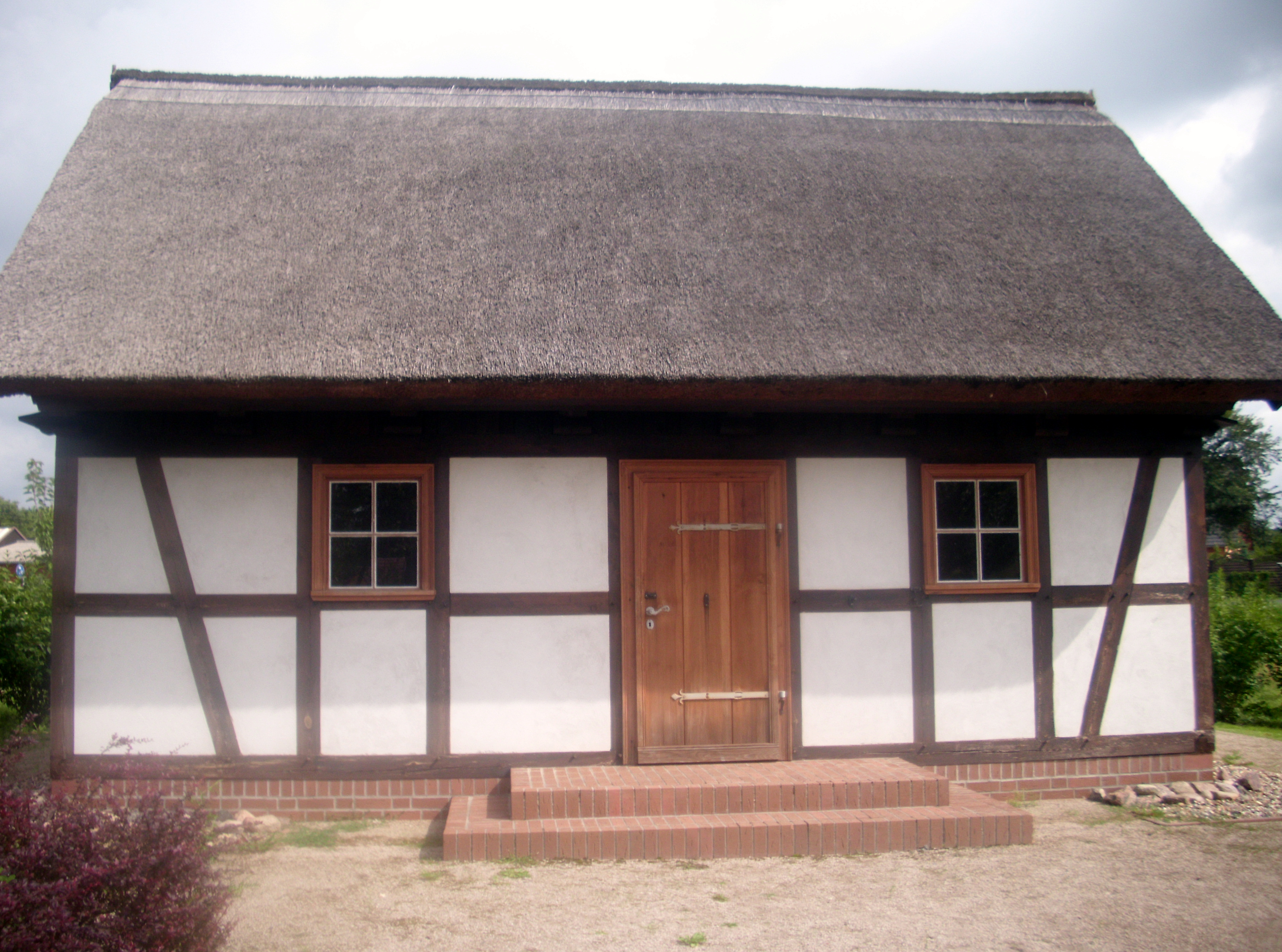
Nachbau des Jägerhauses

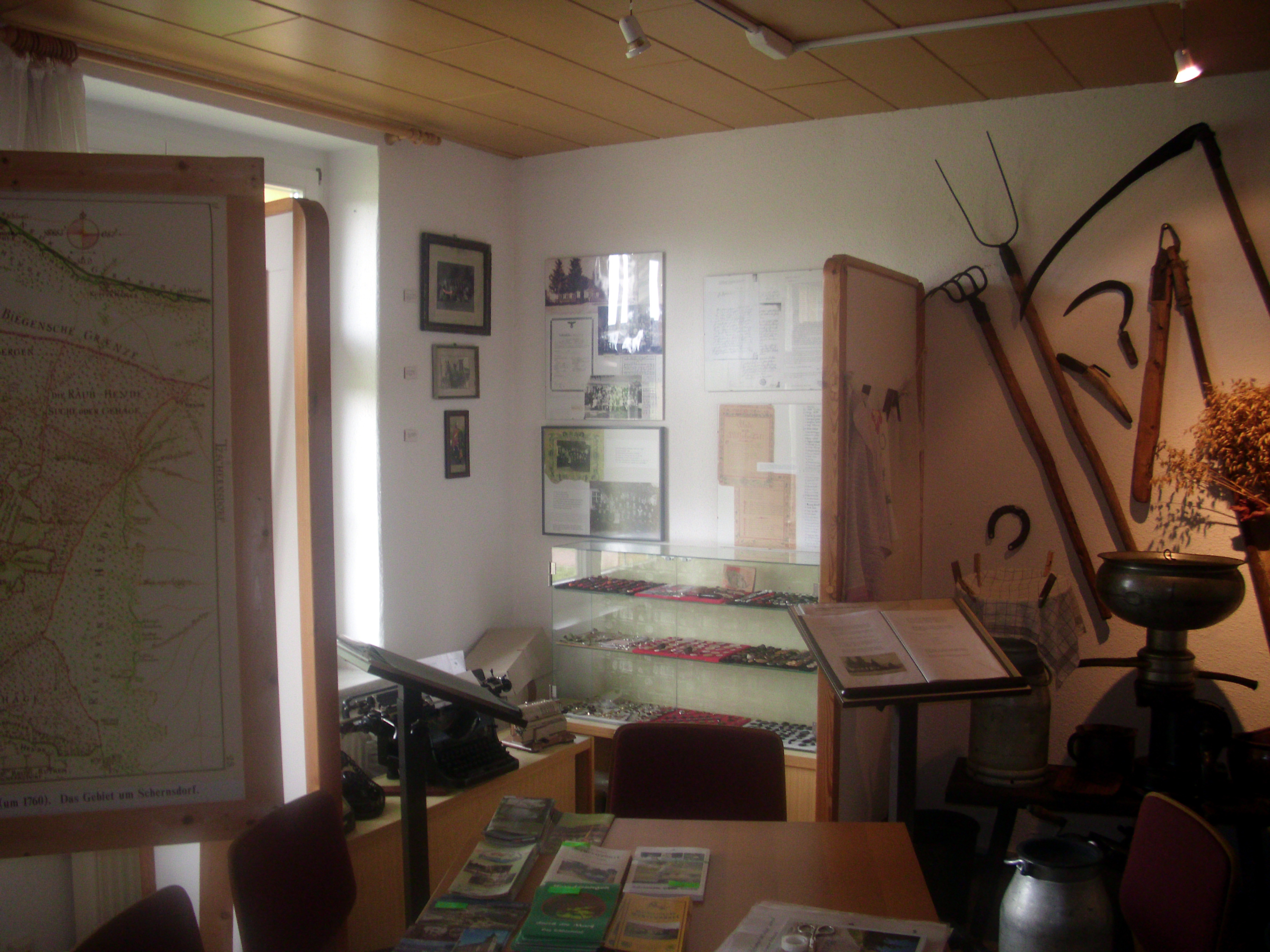
Sammlung des Heimatvereins

### Bis 1945
Schernsdorf ist ein Gassendorf, welches in einer flachen Senke liegt. Die sandige Anhöhe nördlich des Ortes scheint in der Vergangenheit als Weinberg gedient zu haben, da der Flurname Bockpfeifers Weinberg erhalten geblieben ist und es fanden sich dort auch noch einzelne Weinreben in früherer Zeit.
Das Kloster Neuzelle erwarb zunächst nur die Hälfte des Dorfes, am 25. März 1347 wurde im Namen von Markgraf Ludwig dem Älteren in Guben der Besitzerwechsel von Hans von Rampitz an das Kloster genehmigt. Um 1420 findet sich die Mittelmühle an der Schlaube, eine der bedeutendsten Wassermühlen zur damaligen Zeit. Schernsdorf hatte zu jener Zeit 30 Hufen, aber es gab vil wüste Stellen, da der Boden sehr karg war. 150 Jahre später, um 1570, waren es nur noch 25, davon 9 Bauernhufen, statt einst 13.
Während des Dreißigjährigen Krieges, so berichten die Einwohner im Juni 1671, hätten sie in des großen Krieges Zeiten in andere Gegenden fliehen müssen, ihr ganzes Dorf sei in die asche gelegt worden und nur zwei Häuser hätten noch gestanden. Das Dorf hatte, wie andere Dörfer auch, noch Jahre an den Folgen zu leiden. 1673 waren daher von den Bauerngütern mit zusammen 23 Hufen erst drei wieder besetzt, vier der neun Kossätenhöfe lagen wüst.
Wegen des leichten Bodens waren die Bewohner immer auf den Wald angewiesen, er ernährte sie. Nordöstlich der Mittelmühle lag ein Waldgebiet, die Mühlheide (1700 erwähnt), umgangssprachlich geht es noch heute uf Mühlheede. Die nordwestlich des Schervenzsees gelegene Waldflur bekam erst im 20. Jahrhundert den Namen Mahlheide. Die tiefbeasteten, mehrstämmige Kiefern weisen diese eigentümliche Wuchsform durch die Waldnutzung der Bauern auf. Man hütete das Vieh im Wald und nahm die Nadeln der Kiefern als Einstreu mit, um das wenige Stroh der Getreidefelder als Futter zu verwenden. Dem Waldboden wurde dadurch die Möglichkeit zur Humusbildung entzogen, so dass ein heute einzigartiger Wald entstand, welcher geschützt ist.
Schon 1864 klagten die Bewohner von Schernsdorf, „in der ganzen Umgebung die ärmsten und dürftigsten zu sein, die Ländereien seien so schlecht, dass der größte Teil von dem Ertrage nicht die Steuern decken könnte, wenn sich die Einwohner nicht durch Nebenverdienst, wie Fuhrwerken und Holzschlagen in der Forst und dergleichen, retten könnten“.
Im Jahr 1873 erhielten die Schernsdorfer die Ragower Mühle in ihren Gemeindebezirk, nachdem der Müllermeister Schur die Verlegung der Zugehörigkeit beantragt hatte.
Im 19. und 20. Jahrhundert entstanden an der Straße zum Kupferhammer einige Gebäude, so die Schule (1821), da seit dem Erlass zum Schulbesuch der Lehrer alle 14 Tage mit Tischen und Stühlen in ein anderes Bauernhaus zog, um die Kinder zu unterrichten. Daneben findet sich der Dorfkrug.
Ab 1927 wird der Ort mit Elektrizität vom Kupferhammer versorgt.
Mit dem Ende des Zweiten Weltkrieges teilten die russische Kreiskommandanten den Landkreis Guben in drei Bezirke auf. Zum Bezirk Fürstenberg, dessen Kommandant Oberstleutnant Viktor Andrejewitsch Adamowitsch, und dessen Bezirksbürgermeister ein Herr Schulz war, gehörten die Ortschaften Kieselwitz, Rießen, Diehlo, Schernsdorf, Fünfeichen, Wiesenau, Bremsdorf, Pohlitz und Fürstenberg (Schönfließ und Vogelsang wurden damals eingemeindet). Am 13. Mai 1945 erging bereits die Order, ab sofort mit Schaufeln ausgerüstet sechs bis acht Stunden Aufräumungsarbeiten zu leisten. Wer nicht erschien, musste mit dem Entzug der Lebensmittelkarten rechnen und wurde der Kommandantur in Fürstenberg (Oder) gemeldet. Ebenfalls wurde den Bauern ihr Abgabesoll mitgeteilt, um die Fürstenberger Bevölkerung zu versorgen. Die Abgaben lagen deutlich über dem, was man leisten konnte, zumal Schernsdorf, da unzerstört geblieben, etwa 200 Flüchtlinge aufgenommen hatte, die Einwohnerzahl lag im Ort 1939 bei 222. Die Kommandantur setzte als Bürgermeister Herrn Fuchs ein, sein Stellvertreter war der Müller Garn von der Mittelmühle.

### Nach 1945
Zur Erholung nach Schernsdorf zu kommen, war bereits in der DDR beliebt, auf Grund seiner Lage im Schlaubetal fanden auch Funktionäre der Staatsorgane – vor allem des Ministeriums für Staatssicherheit (MfS) – Gefallen an dem Ort und seiner Jagdmöglichkeiten in den umliegenden Wäldern. Es gab sogar eine konspirative Wohnung der Kreisdienststelle des MfS im ehemaligen Ortsteil Kallinenberg.
In den Mühlen waren Kinderferienlager des VEB Kraftverkehr Frankfurt (Oder) untergebracht. Von 1976 bis 1981 errichtete der Guß- und Gießereimaschinenbau Leipzig 48 Bungalows in der Siedlung Mahlheide. Die heute noch bestehende Campingsiedlung (Schervenzsee-Camping und Erholung GmbH) am Schervenzsee, und die der Kooperationsgemeinschaft Mahlheide. So standen 1981 einschließlich einer Wochenendsiedlung am südwestlichen Dorfende etwa 730 Bungalows in und um Schernsdorf. Um diese Flächen zu erweitern, gab es damals Planungen, ein weiteres Ferienlager in einem Flurstück einzurichten, welches sich Abbau Wustrow nannte, niedersorbisch zu wóstrow = Insel, Horst. Die Siedlung in der Mahlheide wurde 1993 an die Trinkwasserleitung angeschlossen (1720-m-Trinkwasserleitung als Ersatz für die teilweise ausgefallene Eigenversorgung).
Es gab eine LPG Pflanzenproduktion Schlaubetal und ab 1958 die LPG Frohes Schaffen, welche in den 1960er Jahren Schafzucht betrieb, der Bestand wurde von der LPG Rießen übernommen und von dieser später der LPG Pflanzenproduktion Schlaubetal übergeben.
Aus der ehemaligen Einklassenschule, in welcher früher bis zu 55 Kinder in einem Raum unterrichtet wurden, entstand in der DDR der Sitz des Rates der Gemeinde und seit 1997 beherbergt sie die Sammlung der Heimatstube. Aus dem Krug wurde zeitweise ein Konsum-Verkaufsstelle, dann Kulturraum der LPG, heute ist er das Gasthaus „Zum Schlaubetal“. Abgerundet wird dieses Gebäudeensemble von dem Nachbau einer alten Jagdhütte, dem Jäger Hauß von 1746.
Ursprünglich befand sich das Fachwerkhaus an der Stelle, an welcher sich heute das Hotel Forsthaus Siehdichum befindet. 1780 findet sich für das Anwesen erstmals der Name Siehdichum. 1932 wurde das Jägerhaus abgebaut und in einem Flurstück nahe Schernsdorf, dem Rotfließ, errichtete man das Gebäude wieder. In der DDR wurde das Haus zur Bienenköniginnenzucht bis in die 1970er Jahre genutzt. Mit der Neugestaltung des Platzes 2004 entstand die Überlegung, den originalgetreuen Nachbau aufzustellen, um Wandergruppen einen Rastplatz anzubieten.
Die Schüler der Klasse DTA 21, (Denkmaltechnische Assistenten) des Frankfurter Oberstufenzentrums Konrad Wachsmann, dokumentierten in einer Schülerprojektarbeit das alte Gebäude und schufen so die Vorlage für den Nachbau. Die Lehrlinge des ÜAZ Wriezen führten den Bau aus.
Von den einstigen Backhäusern des Ortes, in der Mitte der 1980er Jahre waren noch fünf erhalten, findet man heute eines zentral gelegen auf dem Dorfplatz. Auch hier ist man in der Gestaltung der Anlagen auf den Erholungswert im Naturpark Schlaubetal eingegangen.
In Schernsdorf befindet sich eine Einrichtung des Vereins Kindernester Schlaubetal e. V. Dieser besteht seit dem 1. Januar 1995 als gemeinnütziger Verein und betreut auch in Orten der Umgebung Kinder und Jugendliche in stationärer Pflege.

## Natur
Der Naturpark Schlaubetal beinhaltet in den Gemarkungen der Gemeinden Schernsdorf und Dammendorf Moorflächen, wie die Kesselwiesen (8,9 ha), das Wellelauch (9 ha), das Lange Lauch (7,2 ha), das Teufelslauch (5 ha), das Ragower Moor (2,5 ha) und das Belenzlauch (9,5 ha). Im Jahre 2009 wurden zu diesen und anderen Flächen der Umgebung Sanierungspläne entwickelt. Weiteren Ausflugsmöglichkeiten finden sich im Artikel Naturpark Schlaubetal.

## Kultur und Vereine
- Der Bürgerverein e. V. von Schernsdorf belebt mit seinen Aktivitäten insbesondere das Dorfleben Schernsdorfs. So werden regelmäßig das Osterfeuer und das Erntefest vom Verein organisiert.

Darüber hinaus werden die Einwohner jährlich Ende des Sommers zu einer Radtour und später zu einer Herbstwanderung eingeladen, deren jeweilige Etappen und Ziele vom Bürgerverein immer wieder neu ausgewählt und von den Teilnehmern gut angenommen werden.
Ebenfalls jährlich im November findet ein Skaturnier statt, an dem jeder interessierte Schernsdorfer teilnehmen kann.
- Schernsdorf besitzt einen Feuerwehrverein, er organisiert auch größere Veranstaltungen wie Fastnacht im Ort.
- Es gibt eine Heimatstube in Schernsdorf, ihre Sammlung befindet sich in einer interessanten Ausstellung in der ehemaligen Dorfschule.
- Der 1998 gegründete Heimatverein hat auf dem Friedhof eine Anlage zur Würdigung der einstigen Bewohner geschaffen. So wurden viele Grabplatten erhalten und geben heute auch Auskunft über die ehemaligen Müllerfamilien der umliegenden Mühlen. Die Sprecherin des Vereins Gudrun Hänschen ist Autorin zweier Bücher über die Umgebung.
- Das Schlaubetaler Countryfestival fand im Jahre 2010 bereits das 15. Mal in Schernsdorf statt.[16]

## Infrastruktur

### Verkehr
Man erreicht Schernsdorf unter anderem über die Ortsverbindungsstraße L37 von Müllrose aus, oder über die B 246 südlich des Ortes. Es gibt eine Busanbindung zwischen Eisenhüttenstadt und Frankfurt (Oder) über Schernsdorf und Müllrose. Die Bahnstation findet sich in Grunow.

### Schule
Schernsdorf gehört zum Einzugsbereich der Schulen in Müllrose.

### Gewerbe
Der Ort ist auf Erholungssuchende ausgerichtet, so dass sich kleinere Firmen finden.

## Persönlichkeiten
- Emil Galle, geboren am 20. Dezember 1847 in Schernsdorf, Lehrer und Turnlehrer für höhere Schulen[17]